# Andrea Carlostadio
Andrea Carlostadio, italianizzazione di Andreas Rudolph Bodenstein von Karlstadt (Karlstadt, 1480 circa – Basilea, 24 dicembre 1541), è stato un teologo e riformatore tedesco.

## Biografia

### Formazione
Di formazione tomistica e antinominalistica, Carlostadio ricevette il dottorato in teologia nel 1510 dall'università di Wittenberg. Precedentemente, Carlostadio aveva studiato all'Università di Erfurt e a Colonia. Nel 1511 divenne canonico e docente alla cattedra di teologia alla neoistituita (1502) Università di Wittenberg, divenendone decano, e nel 1512 conferì il dottorato a Martin Lutero.

### Riforma
Prima del 1515, Carlostadio era un sostenitore della Scolastica, benché non intrattenesse alcun legame con gli ordini monastici. Recatosi a Roma nel 1515, dove conseguì la laurea in utroque jure, le sue idee cambiarono vedendo l'alto grado di corruzione presente nella Chiesa cattolica. Nel documento del 16 settembre 1516 (De natura, lege et gratia) scrisse una serie di 151 tesi, da non confondere con le 95 tesi di Lutero, che trattavano lo stesso argomento.
Nel 1519, Johann Eck, teologo cattolico, sfidò Carlostadio ad un dibattito a Lipsia, anche se infine dibatté con Lutero.
Papa Leone X promulgò una bolla, Decet Romanum Pontificem con cui scomunicava Carlostadio, oltre a Lutero, il 3 gennaio 1521.
Dopo la Dieta di Worms (gennaio-maggio 1521), mentre Lutero si nascondeva presso il castello di Wartburg, Carlostadio lavorava per la riforma a Wittenberg. Il giorno di Natale del 1521 celebrò la messa in volgare, indossando abiti civili, omettendo l'elevazione dell'ostia consacrata e pronunciando in tedesco la formula della consacrazione. Era contrario alla confessione orale e lasciava che i fedeli si comunicassero da soli sotto le due specie del pane e del vino.
Si recò anche in Danimarca, ove ebbe molta influenza sul re Cristiano II, al punto che quest'ultimo emanò una legge contro il celibato ecclesiastico.
Tra il 1521 e il 1522 espresse le sue idee iconoclaste pubblicando l'opera Von Abtun der Bilder (Dell'eliminazione delle immagini); promosse anche l'eliminazione della musica dalle cerimonie religiose, sostenendo che, come le immagini, lusingano i sensi.
Agli inizi di gennaio del 1522 il consiglio comunale di Wittenberg, su pressione di Carlostadio, emanò un decreto in cui autorizzava la rimozione delle immagini dalle chiese e le modifiche alla messa apportate da Carlostadio; il 19 gennaio, Carlostadio sposò Anna von Mochau, la quindicesima figlia di un nobile decaduto. Il 20 gennaio il governo imperiale e il papa stabilirono che Federico il Saggio, Elettore di Sassonia, doveva ritirare i cambiamenti apportati. Federico ne ritirò molti, compreso quello che negava che l'eucaristia dovesse essere somministrata nella forma cattolica.

### I rapporti con Lutero
Agli inizi di marzo, Lutero ritornò dalla fortezza di Wartburg. Dal 9 al 16 marzo pronunciò otto sermoni nei quali era evidente la somiglianza di molte idee teologiche con quelle di Carlostadio, anche se espresse con maggiore cautela. Questo episodio rappresenta il maggior punto critico nella relazione tra Lutero e Carlostadio. Quest'ultimo, fortemente impressionato dalla predicazione di Nicolas Storch e dei "Profeti di Zwickau", suoi seguaci, iniziò ad avere visioni mistiche, ad indossare i vestiti dei contadini, chiedeva di essere chiamato Fratello Andrea e ruppe con lo stile di vita accademico.
Nel maggio del 1523, Carlostadio fu invitato dalla parrocchia di Orlamünde per svolgere il pastorato. Ne approfittò per istituirvi tutte le sue riforme radicali e divenne il modello di una riforma comunale: musica e arte non erano più consentite in chiesa, veniva consentito il matrimonio dei preti e respinto il battesimo dei bambini. Ma il fatto forse più importante fu che a Orlamünde Carlostadio negò la presenza reale di Cristo nell'Eucaristia.
Dalla primavera del 1524 Lutero iniziò la campagna contro Carlostadio, negandogli il diritto di stampare e predicare senza la sua autorizzazione. A giugno, Carlostadio si dimise da canonico. A luglio Lutero pubblicò la Lettera al Principe di Sassonia, dove dibatteva che Thomas Muentzer e Carlostadio avevano le stesse idee, e pertanto erano entrambi dei pericolosi settari.
Il 22 agosto 1524, Lutero predicò a Jena, Carlostadio si nascose nella folla durante la predica di Lutero e s'infuriò al punto che scrisse a Lutero chiedendo di incontrarlo. L'esito del dibattito che ne seguì fu pubblicato neanche un mese dopo il fatto. Vi furono numerosi fraintendimenti tra i due. Per esempio, Lutero era fermamente convinto che Carlostadio premesse per quella che sarebbe passata alla storia come la guerra dei contadini tedeschi. Nel settembre del 1524 Carlostadio fu esiliato dalla Sassonia da Federico il Saggio e da Giorgio, duca di Sassonia.
Nel 1525 Lutero scrisse contro di lui il libro Wider die Himmlischen Propheten (Contro i profeti celesti).

### La guerra dei contadini
Quando scoppiò la guerra dei contadini tedeschi (1524-1525), Carlostadio si sentì minacciato e scrisse a Lutero chiedendo aiuto. Lutero acconsentì e Carlostadio si nascose nella casa di Lutero per otto settimane. Dovette firmare una ritrattazione e non gli fu più permesso di predicare. Questa ritrattazione, dal titolo Apologia del Dott. Andrea Carlostadio riguardo alle false accuse di insurrezione che gli sono state mosse ingiustamente, conteneva una prefazione scritta da Lutero. Nel marzo 1526 la moglie di Lutero divenne madrina del figlio di Carlostadio. Quest'ultimo visse da contadino in varie città della Sassonia fino al 1529, anno in cui abiurò le sue ritrattazioni, si separò nuovamente da Lutero e si unì all'anabattista Melchior Hofmann.
Carlostadio predicò in vari paesi e città, comprese due visite a Zurigo. Grazie a Enrico Bullinger divenne nel 1534 professore e pastore a Basilea dove rimase fino alla morte, avvenuta a causa della peste, la vigilia di Natale del 1541.

## Opere e diffusione
Durante la sua vita, Carlostadio pubblicò circa 90 scritti in 213 edizioni. Tra gli anni 1518 e 1525 furono pubblicate in Germania 125 edizioni dei suoi lavori, numero superato solo da Lutero.